# Indigastrum burkeanum
Indigastrum burkeanum är en ärtväxtart som först beskrevs av William Henry Harvey, och fick sitt nu gällande namn av Brian David Schrire. Indigastrum burkeanum ingår i släktet Indigastrum och familjen ärtväxter. Inga underarter finns listade i Catalogue of Life.